# Matt Savage

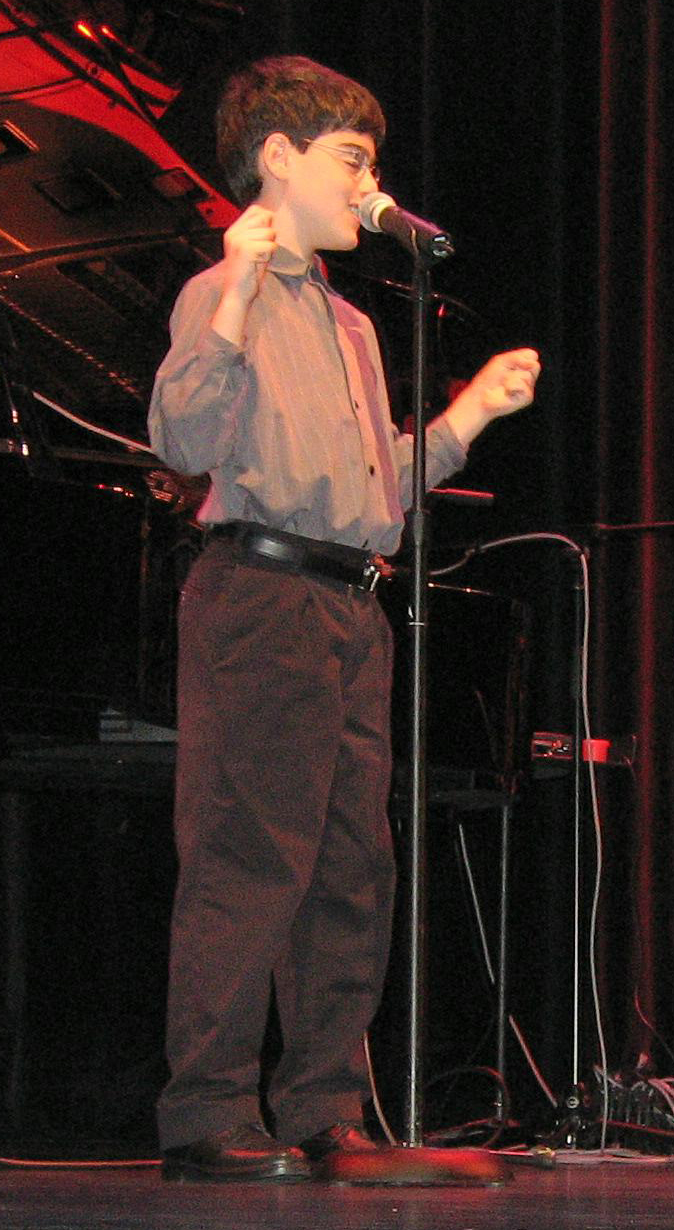
Matt Savage im Jahre 2005

Matthew „Matt“ Savage (* 12. Mai 1992 in Sudbury, Massachusetts) ist ein US-amerikanischer Musiker, Savant und Autist.

## Leben
Matt Savage wuchs bei seinen Eltern Diane und Lawrence „Larry“ Savage auf. Seine Entwicklung setzte schon sehr früh ein. Er fing früh an zu laufen und begann im Alter von nur 18 Monaten das Lesen zu lernen. Mit drei Jahren wurde bei ihm Autismus diagnostiziert. Als Kleinkind konnte Matt keinerlei Geräusche oder Musik ertragen, und bis zu seinem vierten Lebensjahr durfte ihn nicht einmal seine Mutter anfassen.
Im Alter von sechs Jahren brachte er sich in kurzer Zeit das Klavierspiel bei. Für ein knappes Jahr beschäftigte er sich dann mit klassischer Musik, bevor er den Jazz entdeckte, auf den er daraufhin sein Hauptaugenmerk legte. Im Herbst 1999 begann er am New England Conservatory of Music in Boston, Massachusetts, zu studieren. Er beschäftigte sich auch weiterhin mit klassischer Musik. Er und seine jüngere Schwester Rebecca wurden beide zu Hause unterrichtet. Zu Matts Begabungen zählen auch Hyperlexie und absolutes Gehör, kombiniert mit einer extrem hohen Intelligenz. Durch seine Begabungen gelang es ihm, einen regionalen Geografie-Wettbewerb, den Statewide geography bee, zu gewinnen.
Trotz seiner Jugend und sogar ohne formalen Unterricht im musikalischen Aufbau hat Matt es geschafft, zu einem herausragenden Musiker und Komponisten zu werden. Er hat mehrere Alben mit dem Matt Savage Trio und auch als Solist veröffentlicht. Im Alter von 14 Jahren trat er auch mit Chaka Khan und anderen bekannten Sängern auf. Matts Kompositionen betonen Technik, sind aber dennoch für den Hörer zugänglich und oft humorvoll.
Matt bekam mehrere Auszeichnungen, auch vom Klavierhersteller Bösendorfer. Er ist das einzige Kind, dem das in der 175-jährigen Unternehmensgeschichte gelang.
Matt hat international vor Staatsoberhäuptern gespielt und erschien in mehreren Fernsehsendungen und Radioprogrammen wie Late Night with Conan O'Brien, The Today Show und All Things Considered. Im Alter von 14 Jahren wurde er in einem CNN-Report über das menschliche Gehirn, in dem er als „herausragender Savant“ bezeichnet wurde, mit anderen Savants verglichen. Matt erschien auch in mehreren Dokumentationen über Savants.

## Diskografie
- 2000: Eyran Katsenelenbogen und Matthew Savage: One is Not Fun, but 20 is Plenty
- 2001: The Matt Savage Trio: All Jazzed Up
- 2003: Matt Savage: Chasing Your Tail
- 2004: The Matt Savage Trio: Cutting Loose
- 2006: The Matt Savage Trio: Quantum Leap
- 2008: The Matt Savage Trio: Hot Ticket: Live In Boston
- 2010: Matt Savage: Welcome Home